# Parque Nacional Arquipélago Toscano
O Parque Nacional Arquipélago Toscano é um grande parque nacional do Arquipélago Toscano e um parque marinho nas províncias de Grosseto e Livorno, oeste da Toscana, Itália.
O parque nacional protege 56 776 hectares de mar e 17 887 hectares de habitats em terra.